# Zygmunt Szendzielarz
Zygmunt Szendzielarz (také známý jako "Łupaszka"; 12. března 1910 Stryj – 8. února 1951 Varšava) byl velitelem polské 5. vilniuské brigády Zemské armády a účastníkem protikomunistického odboje.

## Biografie

### Mládí
Szendzielarz se narodil v Stryji do rodiny železničního pracovníka. Navštěvoval základní školu a biologicko-matematické gymnázium ve Lvově. Poté se dobrovolně přihlásil do polské armády a stal se absolventem pěší poddůstojnické školy v Ostrówě Mazowieckém (1932) a jízdní poddůstojnické školy v Grudziądzu. Byl povýšen na poručíka a přeložen do Vilniusu, kde převzal velení švadrony ve 4. hulánském pluku.

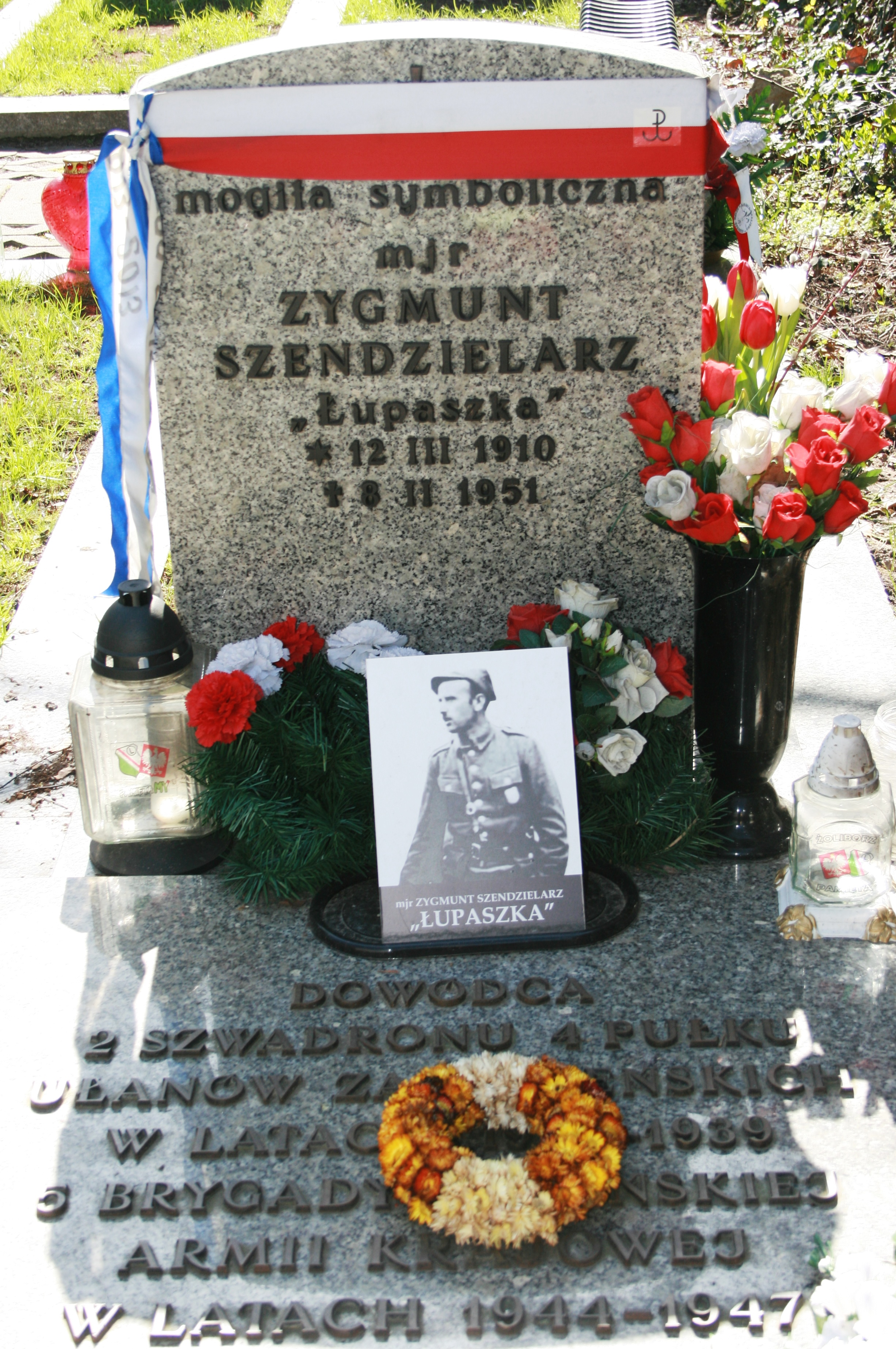
Jeho hrob ve Varšavě.

### Druhá světová válka
Se svojí jednotkou se zúčastnil v roce 1939 zářijové kampaně. Jeho jednotka byla připojena k vilniuské jízdní brigádě pod velením generála Vladislava Anderse, která byla součástí polské Pruské armády. Po ústupu ze severního Polska se síly generála Anderse probojovávaly k městu Lvov a rumunskému předmostí. V oblasti Lublinu byla Szendzielarzova jednotka obklíčena a utrpěla těžké ztráty. Brzy poté se Szendzielarz stal sovětským válečným zajatcem, ale podařilo se mu uprchnout do Lvova, kde žil po krátkou dobu pod falešnou identitou.

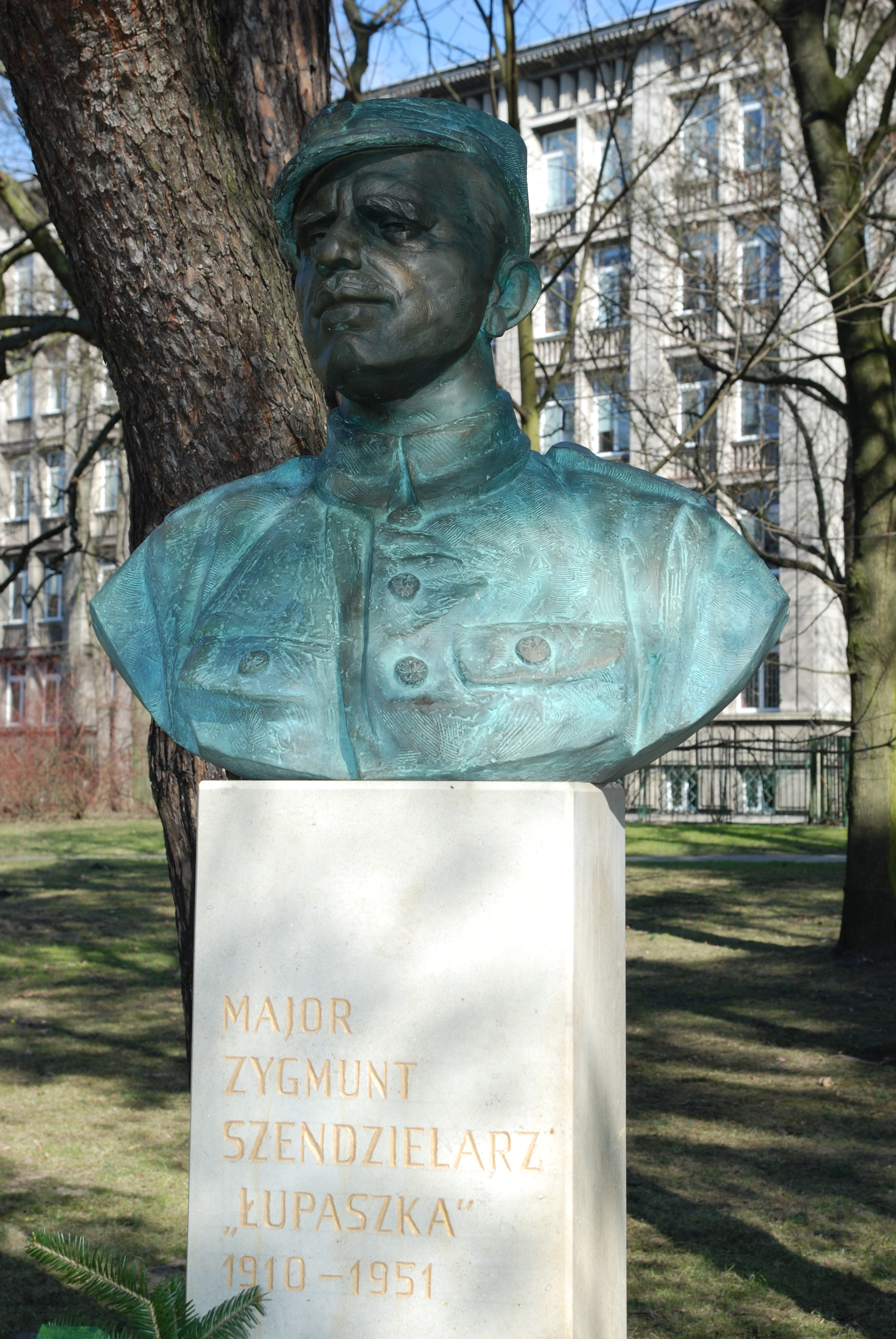
Pomník mjr. Zygmunta Szendzielarze, "Łupaszky", v Krakově

Ve Vilniusu začal Szendzielarz pracovat na různých funkcích pod falešnými jmény. V polovině roku 1943 vstoupil do Zemské armády pod krycím jménem Łupaszka, a v srpnu začal organizovat vlastní partyzánské skupiny v lesích v okolí města. Brzy se k jednotce připojili místní dobrovolníci a zbytky jednotky Antonia Burzynského, zdecimované sovětskými partyzány a Wehrmachtem. V září bylo v Szendzielarzově jednotce 700 mužů a byla oficiálně pojmenována jako 5. vilniuská brigáda Zemské armády (5 Wileńska Brygada Armii Krajowej).
V srpnu generál Aleksander "Wilk" Krzyżanowski, velitel všech jednotek Zemské armády v oblasti Vilniusu, nařídil všem šesti brigádám pod svým velením přípravu na operaci Bouře (Akcja „Burza”), jež byla plánována jako národní povstání proti německým okupačním silám. 5. brigáda měla zaútočit na vilniuské předměstí Zwierzyniec ve spolupráci s postupujícími jednotkami 3. běloruského frontu. Szendzielarz ale neuposlechl rozkaz a přesunul svou jednotku do středního Polska, jelikož se obával svého zatčení od NKVD a zajmutí svých mužů. Vilnius byl osvobozen polskými a sovětskými silami a generál Krzyżanowski byl poté zatčen Sověty. Většina jeho mužů byla poslána do gulagů a detenčních táborů v Sovětském svazu.

### Po válce
V září 1945 se Zygmunt Szendzielarz přesunul s velkou částí své jednotky do Gdaňsku, kde připravoval svoje muže na novou partyzánskou ofenzívu, tentokrát proti prosovětské komunistické vládě. 14. dubna 1946 Szendzielarz zmobilizoval svou jednotku a zahájil svou operaci; doufal, že na jaře 1946 zahájí bývalí západní spojenci novou válku proti Sovětskému svazu a že polské podzemní jednotky budou užitečné během osvobozování Polska od komunistické nadvlády. Když si však uvědomil, že k této válce nedojde, rozhodl se svou jednotku rozpustit. Další boj viděl jako zbytečné plýtvání lidských životů a rozhodl se ukončit svůj otevřený boj proti komunistům.
Po několika letech v ilegalitě byl 28. června 1948 zatčen tajnou policií v Osielci nedaleko Nowého Targu. Po více než dvou letech brutálního vyslýchání a mučení ve varšavské věznici Mokotów byl 2. listopadu 1950 Sověty kontrolovaným stanným soudem ve Varšavě odsouzen k smrti. Obviněn byl z nejrůznějších trestných činů, např. ze zločinů proti lidskosti, loupeže a krádeže či členství v Ukrajinské povstalecké armádě. Byl popraven 8. února 1951 spolu s několika dalšími vojáky Zemské armády. Jeho tělo bylo pohřbeno na neznámém místě. Pozůstatky Zygmunta Szendzielarze byly objeveny až během exhumace hromadného hrobu na varšavském vojenském hřbitově Powązki v roce 2013.

## Ocenění
V roce 1988 byl Szendzielarz posmrtně vyznamenán zlatým křížem řádu Virtuti Militari.
V roce 2007 pak byl rozhodnutím prezidenta Polské republiky Lecha Kaczyńského ze dne 9. listopadu 2007 vyznamenán velkokřížem Řádu Polonia Restituta.
Do hodnosti podplukovníka byl posmrtně povýšen 29. února 2016, a 24. dubna 2016 do hodnosti plukovníka.